# Hanna Domańska-Lifsches
Hanna Domańska-Lifsches (ur. 23 listopada 1932 w Poznaniu, zm. 10 września 2009 w Sopocie) – popularyzatorka zabytków Pomorza Gdańskiego, badaczka dziejów Żydów, doktor nauk technicznych, historyk sztuki.

## Biografia
Hanna Domańska urodziła się w Poznaniu, 23 listopada 1932 roku, córka Leona Domańskiego i Bożeny z Tucholskich. Lata II wojny światowej spędziła w Warszawie. W 1946 roku wraz z matką i bratem przeprowadziła się do Sopotu. Mieszkała przy ul. Władysława IV. Ukończyła Szkołę Podstawową Urszulanek w Gdyni, a następnie Liceum Hotelarskie w Sopocie, zdając w 1951 roku maturę. Studiowała najpierw w Wyższej Szkole Sztuk Plastycznych w Sopocie, a od 1953 roku zabytkoznawstwo i konserwatorstwo na Wydziale Sztuk Pięknych Uniwersytetu Mikołaja Kopernika w Toruniu. Magisterium uzyskała w 1959 roku. Doktoryzowała się z nauk technicznych na Politechnice Wrocławskiej w 1977 roku. W latach 1965–1979 publikowała w „Kwartalniku Architektury i Urbanistyki”, „Roczniku Olsztyńskim” oraz „Studiach i Materiałach do Historii Wojskowości”. Po 1977 roku publikowała książki popularyzujące zabytki Pomorza Gdańskiego. Po 1983 zaczęła badać zabytki kultury żydowskiej, publikując w „Słowie Żydowskim”, „Almanachu Żydowskim” i „Roczniku Sopockim”. Nagrodzona m.in. „Sopocką Muzą” oraz Medalem 100-lecia Miasta Sopotu. Zmarła w Sopocie 10 września 2009 roku. Została pochowana na sopockim cmentarzu komunalnym (N6 4 25).
W 1998 roku Hanna Domańska-Lifsches uhonorowana została Odznaczeniem „Chroniąc Pamięć”.

## Życie prywatne
Była zamężna z Leonem Lifschesem. Małżeństwo miało syna Marka.

## Wybrane publikacje
- Rezydencja Lidzbarska (współautorka, Muzeum Mazurskie w Olsztynie • Wojewódzki Ośrodek Informacji Turystycznej w Olsztynie, 1973)
- Żarnowiec (Zakład Narodowy im. Ossolińskich, 1977)
- Muzeum Hymnu Narodowego w Będominie (Krajowa Agencja Wydawnicza, 1981)
- Puck (Zakład Narodowy im. Ossolińskich, 1985, ISBN 83-04-01968-X)
- Śladami gdańskich zabytków (Krajowa Agencja Wydawnicza, 1987, ISBN 83-83-01708-X).
- Kamienne drzewo płaczu: gminy żydowskie województwa gdańskiego, ich dzieje i zabytki (Krajowa Agencja Wydawnicza, 1991, ISBN 83-03-03233-X)
- Kadisz gdańskich kamieni (Agencja Tu, 1997)[3]
- Zapomniani byli w mieście. Dzieje Żydów sopockich (Agencja Tu, 2001)[3]
- Żydzi znad Gdańskie Zatoki (z Leonem Lifsches, Agencja Tu, 2000, ISBN 83-908760-1-2)
- Gdański Zakon Synów Przymierza: dzieje żydowskiego wolnomularstwa w Gdańsku i Sopocie lata 1899–1938 (Uraeus, 2002, ISBN 83-85732-99-3)
- Opowieści sopockich kamienic (Polnord – Wydawnictwo Oskar, 2005, ISBN 83-89923-07-6)
- Eugenia pod Ukoronowanym Lwem. Dzieje loży i wolnomularzy Gdańska i Sopotu, XVIII–XXI wiek (Polnord – Wydawnictwo Oskar, 2006, ISBN 83-89923-18-1)
- Magiczny Sopot (Polnord – Wydawnictwo Oskar, 2007, ISBN 978-83-89923-24-0)
- Tajemniczy Sopot (Polnord – Wydawnictwo Oskar, 2008, ISBN 978-83-89923-37-0)
- Sopockie rozmaitości (Polnord – Wydawnictwo Oskar, 2009, ISBN 978-83-89923-43-1)

## Upamiętnienie
Dr Hannę Domańską upamiętniono w 2012 roku w Sopocie kamieniem u zbiegu ulic Władysława IV i Skarpowej, naprzeciw domu, w którym mieszkała w latach 1946–2009. Autorem płyty był rzeźbiarz Tadeusz Foltyn.